# تام لافلین
تام لافلین (انگلیسی: Tom Laughlin؛ ۱۰ اوت ۱۹۳۱ – ۱۲ دسامبر ۲۰۱۳) هنرپیشه، کارگردان، فیلم‌نامه‌نویس و تهیه‌کننده اهل ایالات متحده آمریکا بود که بین سال‌های ۱۹۵۵ تا ۲۰۱۰ میلادی فعالیت می‌کرد. از آثارش بیلی جک را می‌توان نام برد.